# NCR PC8
NCR PC8 (PC8) је професионални рачунар, производ фирме NCR који је почео да се израђује у САД током 1986. године.
Користио је 16-битни 80286 као централни микропроцесор а RAM меморија рачунара PC8 је имала капацитет од 256 kb, 512kb, 640 kb или 1512 kb зависно од модела, 640 KB највише на главној плочи.
Као оперативни систем коришћен је NCR-DOS 3.1 оперативни систем.

## Детаљни подаци
Детаљнији подаци о рачунару PC8 су дати у табели испод.
|                       |                                                                            |
| [ 1 ]                 |                                                                            |
| Произвођач            |                                                                            |
| Тип                   | професионални рачунар                                                      |
| Меморија              | 256 , 512kb, 640 или 1512 зависно од модела. 640 највише на главној плочи. |
| Поријекло             | Сједињене Америчке Државе                                                  |
| Година                | 1986                                                                       |
| Тастатура             | напредна механичка тастатура. 30 функцијских тастера.                      |
| Процесор              | 80286                                                                      |
| Фреквенција процесора | 6 или 8                                                                    |
| RAM                   | 256 , 512kb, 640 или 1512 зависно од модела. 640 највише на главној плочи. |
| ROM                   | непознато                                                                  |
| Текст                 | 80 x 25                                                                    |
| Графика               | 640 x 400                                                                  |
| Боја                  | да                                                                         |
| Звук                  | мали звучник?                                                              |
| Димензије             | 46 W) x 36 (дубина) x 38 (висина) / 23                                     |
| Портови               |                                                                            |
| Оперативни систем     |                                                                            |